# Escape Velocity
Escape Velocity (abgekürzt EV, englisch für „Fluchtgeschwindigkeit“) ist eine Computerspielserie für Mac OS und Mac OS X des US-amerikanischen Spieleentwicklers und -verlegers Ambrosia Software Inc. Die drei von 1996 bis 2002 veröffentlichten Titel Escape Velocity, Escape Velocity Override und Escape Velocity Nova sind Weltraumabenteuer-Spiele, in denen ein Einzelspieler in einer Mischung aus Handelssimulation und Rollenspiel in einer Science-Fiction-Welt mit interstellarer Raumfahrt agiert.
Escape Velocity gilt als Mac-Spieleklassiker. Zu Nova ist ein Sammelkartenspiel erhältlich. Eine aktive Online-Community entwickelt und pflegt zahlreiche Modifikationen.

## Spielgeschehen
Der Spieler steuert sein Schiff in Draufsicht durch eine zweidimensionale Spielwelt mit in leicht isometrischer Ansicht aus dreidimensionalen Modellen gerenderten Objekten. Das Spiel weist augenscheinlich große Ähnlichkeit zum drei Jahre älteren, ebenfalls von Ambrosia entwickelten Titel Maelstrom auf; die Spielmechanik lehnt sich damit letztlich an die des Arcade-Klassikers Asteroids an: Der Spieler kann sein Schiff drehen und vorwärts beschleunigen sowie Waffen abfeuern und bewegt sich dabei auf einem zweidimensionalen Spielfeld. In der Mitte dieses Feldes, das ein Sternensystem repräsentiert, sind teils Planeten platziert, mit denen unter anderem in einem umfangreichen Dialogsystem interagiert werden kann (Handel, Tanken, Umrüstung etc.).
Der Spieler kann sich als Entdecker, als Händler und Spediteur betätigen sowie Kämpfe mit anderen Schiffen austragen und besiegte Schiffe kapern. Das Spiel ist nonlinear und bietet komplette Handlungsfreiheit und (bis auf Nova mehr oder weniger) ein offenes, unklares Ende, wobei bei verschiedenen Gelegenheiten auch Aufträge angenommen werden können, die mehrere Handlungsstränge beinhalten.

## Entwicklung und Vertrieb
Escape Velocity wurde am 5. Mai 1996 für Mac OS veröffentlicht, Escape Velocity Override 1998 für Mac OS und Escape Velocity Nova im März 2002 für Mac OS und Mac OS X. Contraband Entertainment begann im Juni 2002, eine Portierung des dritten Teils für Microsoft Windows zu erstellen, die im Juli 2003 veröffentlicht wurde.
Alle drei Titel wurden vom US-Amerikaner Matt Burch in C programmiert, der beim ersten Teil auch die Inhalte schuf. Die Entwicklung der beiden Nachfolger begann jeweils als Erweiterung zum jeweiligen Vorgänger, die dann jedoch von Ambrosia zu eigenständigen Spielen weiterentwickelt und vermarktet wurden. Beim zweiten Teil Override wurden die Inhalte von Peter Cartwright gestaltet, beim dritten Teil Nova von der australischen ATMOS Software Productions Pty. Ltd. Die Planeten-Darstellungen wurden mit Bryce erzeugt.
Die Spiele wurden als zeitbeschränkte Shareware vermarktet, deren unregistrierte Kopien weitgehend frei verbreitet werden durften und nach Ablauf der Testphase von 30 Tagen Einschränkungen aktivierten. Heute stehen von den Spielinhalten der beiden älteren Titel angepasste Versionen als Total Conversions für Nova kostenlos zur Verfügung.

## Rezeption
Die englische Ausgabe des Magazins Macwelt lobt die „reizvolle Kombination“ aus Raumschiffkämpfen und Adventurespiel, die sich schon in den ersten zwei Inkarnationen der Escape-Velocity-Serie beweisen konnte und auch im dritten Teil funktioniere. Nova biete „eine überarbeitete Engine mit verbesserter Grafik und vollständig neuen Handlungssträngen, doch Ambrosia war weise genug, nichts Funktionierendes zu verändern“ (4/5 Sterne). Mac Gamer bezeichnet Escape Velocity Nova als „Pflicht für diejenigen, die der gängigen Warcraft/Quake/Diablo/Civilization-Klone überdrüssig“ seien (98 %). Applelinks ist sich „basierend auf der Menge von Plug-ins für Escape Velocity und Escape Velocity Override“ sicher, dass auch für den dritten Teil nach kurzer Zeit neue Missionen und Geschichten geschaffen werden (4/5 Sterne).

## Bezüge zu anderen Titeln
Das ähnliche, 1990 erschienene Star Control ist aufgrund seines höheren Alters wohl als Vorbild zu sehen und baut selber wiederum auf dem Konzept von Spacewar! auf. Nach dem Vorbild von Escape Velocity wurde das freie Spiel NAEV nachgebaut.

## Modifikationen
Um Nova hat sich eine aktive Modding-Community gebildet.
Die Spielinhalte sind mittels ResEdit in Mac-Resource-Fork-Dateien verpackt. Es existieren spezielle Editoren für die Erstellung und Modifizierung von Spielinhalten (Mission Computer, EVONE, EVNEW, ResEdit mit NovaTools). Die 3D-Modelle, aus denen die Grafiken von Override erzeugt wurden, sind auf der Hersteller-Website erhältlich.